# روبرت فولنيكوفسكي
روبرت وولنيكوفسكي (مواليد 11 يوليو 1977) هو حارس مرمى كرة قدم محترف بولندي وألماني سابقاً، وهو الآن مدرب لحراس المرمى ويشرف على أداؤهم.

## حياة مهنية
وُلِد فولنيكوفسكي في بيدغوشتش، وبدأ مشواره مع كرة القدم في مسقط رأسه في نادي زاويزا بيدغوشتش البولندي. وفي عام 1990، التحق بقسم الشباب في نادي شالكه 04. وفي عام 1997، تمت ترقيته إلى الفريق الثاني للنادي ولعب في دوري الدرجة الأولى فيستفالن. وفي عام 1999، انضم إلى فريق الدرجة الثالثة 1. إف سي يونيون برلين. وفي يونيون، كان فولنيكوفسكي في البداية حارس مرمى احتياطيًا خلف كاي وينر حتى رحيله في عام 2000، وسفين بيوكيرت حتى عام 2002. وفي عام 2001، تمت ترقية يونيون إلى دوري الدرجة الثانية الألماني دون أن يلعب فولنيكوفسكي مباراة واحدة في الدوري. وفي ربع نهائي كأس ألمانيا 2000-2001 ضد نادي في إف إل بوخوم، دخل فولنيكوفسكي بعد 30 دقيقة بدلاً من بيوكيرت المصاب. فاز يونيون برلين بتلك المباراة ونجح في الوصول إلى النهائي (خسر 0-2 أمام شالكه 04). بعد إقالة المدرب جورجي فاسيليف في أكتوبر 2002 وتعيين ميركو فوتافا، أصبح فولنيكوفسكي حارس المرمى الأول لفريق يونيون برلين. بحلول نهاية موسم 2003-2004، بعد أن احتل النادي المركز قبل الأخير وهبط، أكمل فولنيكوفسكي إجمالي 54 مباراة في الدرجة الثانية للنادي.
ثم انتقل فولنيكوفسكي إلى روت فايس إيسن مقابل رسوم غير معلنة. في بداية الموسم، كان فولنيكوفسكي في التشكيلة الأساسية، لكنه ارتكب خطأ في المباراة الأولى. من اليوم الثالث فصاعدًا، استبدله المدرب يورجن جيلسدورف برينيه رينو. في نهاية الموسم، هبط روت فايس، وتم إلغاء العقد مع حارس المرمى.
في عام 2005، انضم فولنيكوفسكي لاحقًا إلى في إف آر آلين في الدوري الإقليمي للجنوب. أكمل موسمين كحارس مرمى أول هناك. في أبريل 2007، أعلن وولنيكوفسكي انتقاله إلى نادي سبورتفروندي سيجن المنافس في الدوري. أثناء ال موسم 2007–08، كان الحارس الأول لسيجن.
في بداية موسم 2008–09، انتقل إلى نادي الدرجة الثالثة كيكرز أوفنباخ. في العطلة الشتوية 2009–10، مدد عقده لمدة ثلاث سنوات أخرى حتى نهاية موسم 2012–13.
في 27 أكتوبر 2010، أصبح مشهورًا على المستوى الوطني بسبب مباراته الرائعة في 2010–11 كأس الإتحاد الألماني ضد بوروسيا دورتموند، حيث أنقذ ركلتي جزاء وأنقذ العديد من فرص الأهداف الجيدة الأخرى لدورتموند. فاز أوفنباخ بالمباراة 4-2 بعد ركلات الترجيح وانتقل إلى الجولة الثالثة. غادر أوفنباخ في نهاية موسم 2012-13، بعد أن هبط من الدوري الثالث. بعد ستة أشهر بدون ناد، وقع مع فريق لايبزيغ الثاني لمدة نصف موسم، قبل أن ينضم إلى فورتسبورغ كيكرز في يوليو 2014. في يونيو 2017، أنهى فولنيكوفسكي مسيرته الاحترافية وأصبح مدرب حراس المرمى لفريق فورتسبورغ.

## روابط خارجية
- Robert Wulnikowski على بيانات كرة القدم. دي إي باللغة الألمانية